# SN 2007K
SN 2007K – supernowa typu IIn odkryta 16 stycznia 2007 roku w galaktyce M+06-20-50. W momencie odkrycia miała maksymalną jasność 17,20m.